# موريس جيويل
موريس جيويل (15 سبتمبر 1885 في تشيلي - 28 مايو 1978 في المملكة المتحدة) (بالإسبانية: Maurice Jewell)‏ هو لاعب كريكت تشيلي. لعب مع نادي مقاطعة ورسسترشاير للكريكيت ‏ ونادي مقاطعة ساسكس للكركيت ‏.

## وصلات خارجية
- موريس جيويل على موقع إي آس بي آن كريك إنفو (الإنجليزية)